# Annexiós válság

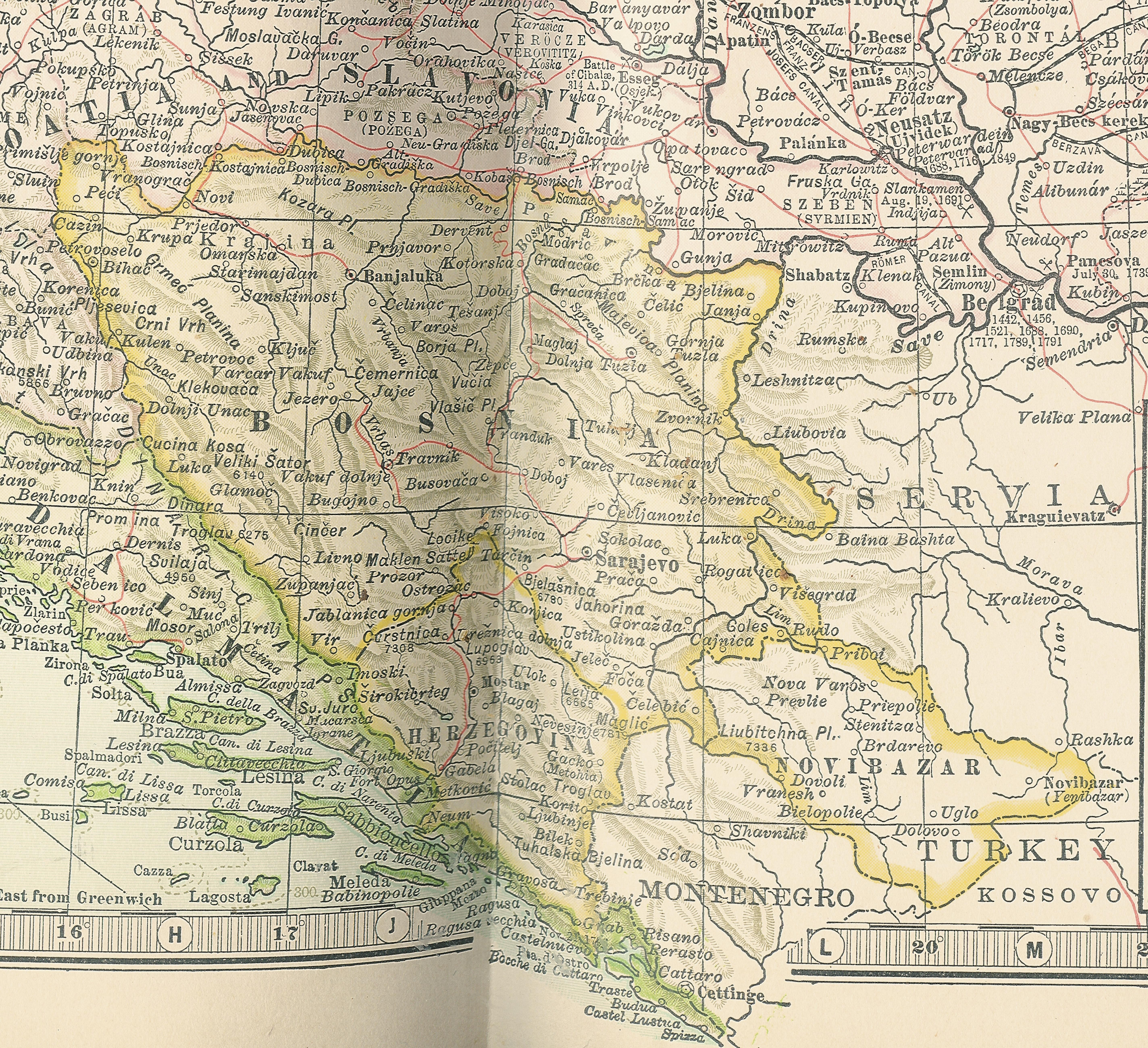
Bosznia-Hercegovina és a Novi Pazar-i szandzsák

Annexiós válság a megnevezése annak a nemzetközi diplomáciai krízisnek, amit Bosznia-Hercegovina annektálása okozott Ausztria-Magyarország részéről pár évvel az első világháború előtt. A válság 1908. október 5-én robbant ki, mikor a Monarchia bejelentette a formailag az Oszmán Birodalomhoz tartozó, de 1878 óta ténylegesen osztrák-magyar igazgatás alatt lévő terület annektálását. Ez az egyoldalú lépés – amit közvetlenül a bolgár függetlenség kikiáltása utánra időzítettek – a nagyhatalmak valamint a Monarchia balkáni szomszédainak (Montenegrónak és Szerbiának) tiltakozását váltotta ki. A válságot 1909 áprilisában az 1878-as berlini szerződés kiegészítésével zárták le, mely az előállt helyzethez igazodott.
A válság tartósan megrontotta Ausztria-Magyarország viszonyát több szomszédjával, Szerbiával, Olaszországgal és Oroszországgal, és ez hozzájárult az első világháború kitöréséhez. Habár a válság Ausztria-Magyarország teljes diplomáciai győzelmével zárult, a továbbiakban lehetetlenné tette a Monarchia és Oroszország bárminemű együttműködését a Balkánon. A Monarchia és Szerbia viszonya továbbra is feszült maradt, mivel az annexió utóbbiban erős nacionalista érzelmeket korbácsolt fel,  és ez 1914-ben háborúhoz vezetett közöttük.

## Előzmények

### Történelmi előzmények
Bosznia területét 1463-ban hódította meg az Oszmán Birodalom és 1527-ben hozták létre a Boszniai vilajetet, mely közigazgatási egységhez a mai Bosznia-Hercegovina, Horvátország és Montenegró egyes részei, valamint a Novi Pazar-i szandzsák tartozott. 1580-ben a vilajetből pasalik lett (Boszniai pasalik).
Az 1683-tól kezdődő háborúkkal az oszmán szultán hatalma is hanyatlani kezdett. Ez főként a Habsburg Birodalom és az Orosz Birodalom erőfeszítésének volt betudható, mivel ez a két hatalom az Oszmán Birodalom rovására igyekezett terjeszkedni, és ebben Savoyai Jenő herceg törökök feletti győzelmei döntő szerepet játszottak. Később ehhez járultak még a birodalom európai területein élő népek függetlenségi mozgalmai. Az itteni területeit a birodalom a 19. században még meg tudta tartani, mivel a két nagy ellenfele azok felosztásáról illetve a befolyási övezeteikről nem tudott megegyezni. A többi európai nagyhatalom politikája is azt célozta, hogy Oroszország ne szerezhesse meg a stratégiai fontossággal bíró Boszporusz és Dardanellák tengerszorosokat, ami a krími háborúhoz vezetett 1853-ban.

### Közvetlen előzmények

#### A Balkán-válság

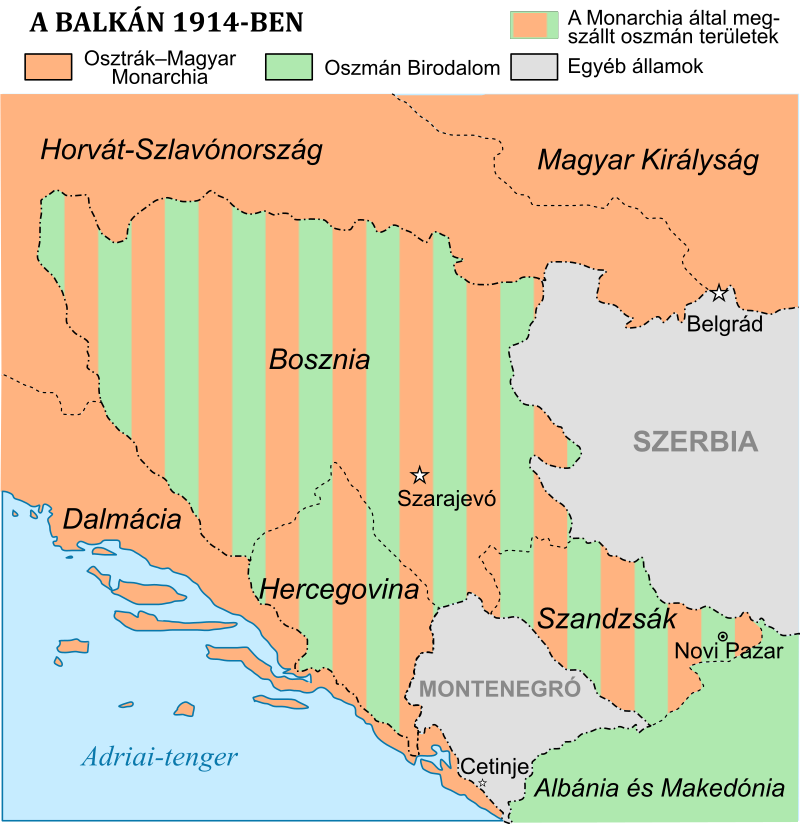
A Monarchia által megszállt Bosznia-Hercegovina és a Novi Pazar-i szandzsák 1904-ben

Az 1870-es évek közepén több erőszakos felkelésre került sor a Balkánon a török uralom ellen, amikre a törökök is erőszakkal válaszoltak (lásd: Balkán-válság). II. Sándor orosz cár fel akart lépni a törökök ellen és ehhez Ausztria-Magyarországgal kereste a megegyezést. Az 1877-es budapesti szerződésben a két nagyhatalom megegyezett abban, hogy Oroszország annektálja Besszarábiát, Ausztria-Magyarország pedig jóindulatú semlegességet tanúsít Oroszország felé a törökökkel vívandó háborúja idején. Cserébe Oroszország hozzájárul ahhoz, hogy a Monarchia annektálja Bosznia-Hercegovinát.
Röviddel ezután az oroszok hadat üzentek az Oszmán Birodalomnak és pár balul sikerült összecsapás után Konstantinápolyig törtek előre a Balkán keleti részén. Az oroszokat az tartotta vissza a törökök Európából való teljes kiűzésétől, hogy a többi nagyhatalom, főként Nagy-Britannia és a Monarchia, érvényre kívánta juttatni azt az 1841-es londoni tengerszoros-egyezményt, amely értelmében Konstantinápoly tengerszorosa (a Boszporusz) háború idején zárva kell maradjon hadihajók előtt. Ez azzal járt volna, hogy az orosz flotta beszorul a Fekete-tengerre, de haszontalan lett volna, ha az orosz csapatok megszerezték volna a szoros feletti ellenőrzést a szárazföldön. A háborút lezáró San Stefanó-i békében a győztes oroszok rákényszerítették akaratukat a törökökre, akik csaknem az összes európai területüket elveszítették volna. Az oroszok a budapesti szerződésben rögzítetteket megszegve azt deklarálták, hogy Bosznia-Hercegovinát az orosz és osztrák-magyar csapatok együtt fogják megszállni.
Az oroszok ilyen mértékű hatalomnövekedése a többi európai nagyhatalmat közbelépésre késztette, és a rendezésre összehívott berlini kongresszuson Oroszország számára kedvezőtlen módon osztották fel az Oszmán Birodalom európai területeit. Ennek nyertesei a függetlenségüket megszerző Szerbia és Montenegró voltak, de az Oszmán Birodalom is kedvezően került ki belőle, mivel az európai tartományainak nagy részét megtarthatta. Bosznia és Hercegovina is formálisan a fennhatósága alatt maradtak, habár az 1877-es budapesti szerződés valamint az 1878-as berlini szerződés 25. cikkelye értelmében osztrák-magyar igazgatás alá helyezték, amit a Monarchia közös pénzügyminisztériuma gyakorolt. A Szerbia és Montenegró között fekvő és így stratégiailag rendkívül jelentős Novi Pazar-i szandzsák továbbra is az Oszmán Birodalomnál maradt. A Monarchia ugyanakkor jogot kapott arra, hogy csapatokat állomásoztasson itt is, valamint katonai és kereskedelmi utakat birtokoljon.

#### Bosznia-Hercegovina okkupációja
1878. július 29-től kezdte meg Ausztria-Magyarország ezen területek megszállását, ami több helyen véres összetűzésekhez vezetett a helyi lakossággal. A Novi Pazar-i szandzsákban Priboj, Prijepolje és Bijelo Polje városokat szintén megszállták. Ez a főként főként bosnyákok lakta terület elválasztotta Montenegrót Szerbiától és így megakadályozta a két gyakran szoros szövetségben álló ország politikai egységét. A szandzsák Monarchia általi okkupációja azért is nagy jelentőséggel bírt, mert rajta keresztül Ausztria-Magyarország a jövőben akár az Égei-tenger partján lévő Szaloniki irányába is terjeszkedhetett, mely ekkor az Oszmán Birodalom részét képező Macedóniához tartozott. Bosznia lakossága vallásilag összetett volt, muszlimok, katolikusok és ortodox keresztények egyaránt lakták.
A berlini szerződés bár lehetővé tette Ausztria-Magyarország számára Bosznia-Hercegovina megszállását, de a területének végső sorsát illetően nem rendelkezett. Ezt a mulasztást az 1881-ben kötött három császár szövetsége pótolta, mikor Németország és Oroszország elismerték Ausztria-Magyarország jogát Bosznia-Hercegovina annektálásához. Egy Ausztria-Magyarország és Szerbia között köttetett bilaterális egyezménynek ezzel összhangban volt egy titkos kiegészítése, mely szerint Szerbia „nem enged meg semmilyen politikai, vallási vagy másféle támadásokat indítani a területéről az Osztrák-Magyar Monarchia ellen, beleértve Boszniát, Hercegovinát és a Novi Pazar-i szandzsákot is.”

#### Az orosz hozzájárulás megvonása az annexióhoz
1897-ben az új orosz cár, II. Miklós kormányzata visszavonta Ausztria-Magyarország támogatását Bosznia-Hercegovina annektálását illetően. Az orosz külügyminiszter, Mihail Muravjov gróf pedig az üggyel kapcsolatban kijelentette, hogy Bosznia-Hercegovina annektálása „átfogó kérdést vet fel, ami alapos vizsgálatot kíván.”
Szerbia külpolitikája is hamarosan megváltozott a Monarchia irányában és az 1881-es kereskedelmi egyezményét hagyta kifutni 1899-ben. 1903. június 11-én I. Sándor szerb királyt meggyilkolták a májusi puccs során és az oroszbarát Karagyorgyevics-dinasztia került a trónra, ezzel a hatalom olyan erők kezébe került az országban, melyek a Bosznia irányába való terjeszkedésben voltak érdekeltek. Az új szerb kormány meg akarta szerezni Bosznia-Hercegovinát és a Novi Pazar-i szandzsákot a Monarchiától, emiatt pedig a két ország közötti viszony fokozatosan megromlott. A két állam között 1906 óta egy éles vámkonfliktus is volt, amit disznóháborúnak is neveztek.
1903 októberében Ausztria-Magyarország és Oroszország megállapodott a mürzstegi programban, ami egy MaKedónia számára elkészített reformterv volt és egy osztrák-magyar és orosz támogatással kinevezett főkormányzót szánt a tartomány élére, jelentősen csökkentve ezzel a török szuverenitást.
Időközben viszont Oroszország képessége Szerbia támogatására erősen megcsappant, miután az 1905-ben Japánnal vívott háborúban megalázó vereséget szenvedett és ezután belső nyugtalanság is támadt a birodalomban.

## A Monarchia annexiós tervei

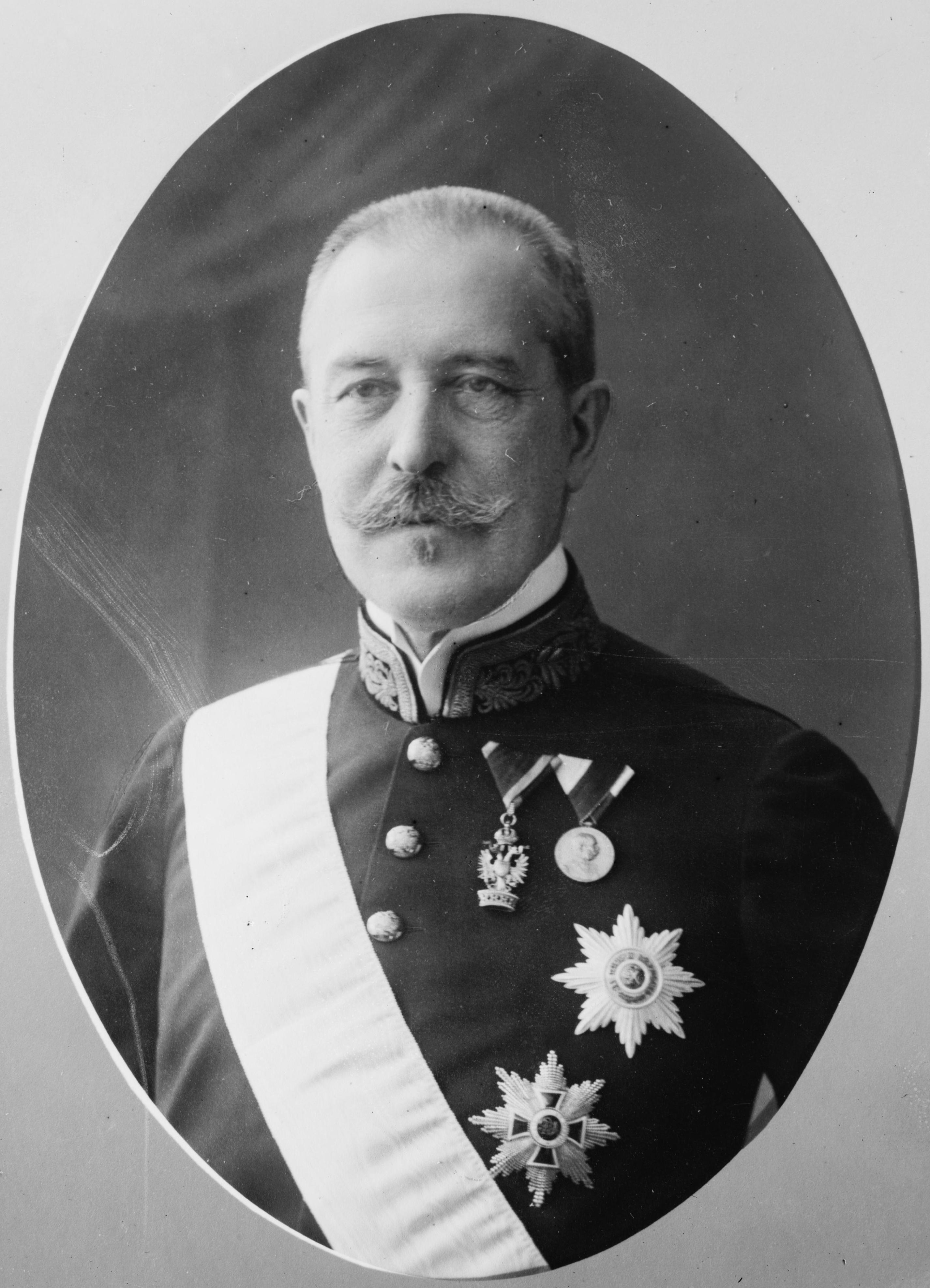
Alois von Aerenthal

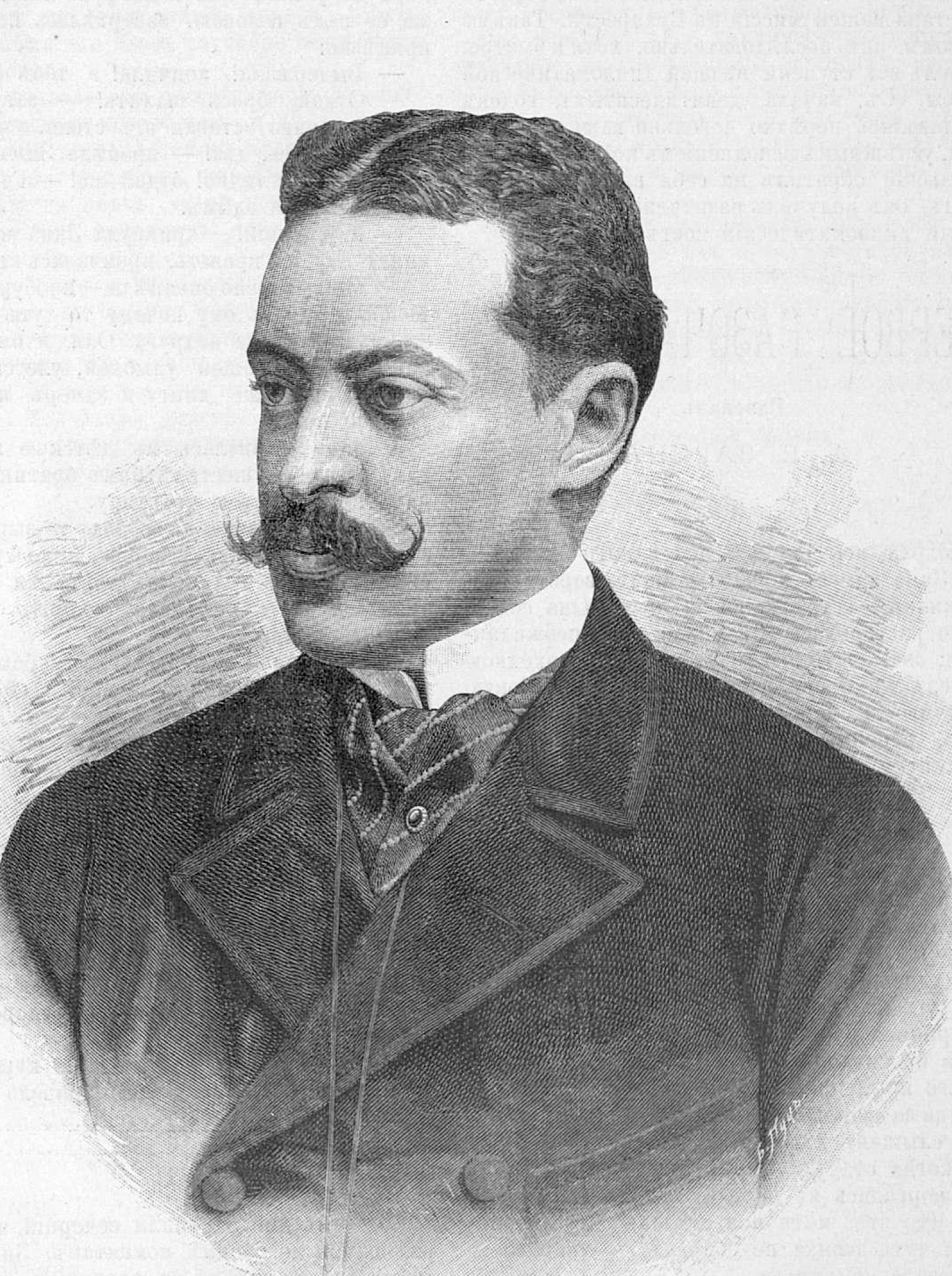
Alekszandr Petrovics Izvolszkij

Az osztrák-magyar külügyminiszter, Alois von Aehrenthal 1907-ben hozzálátott egy terv kidolgozásához, melynek révén a Monarchia helyzetét megerősítheti Szerbiával szemben Bosznia-Hercegovina annektálásához. A lehetőség akkor jött el számára, mikor az orosz külügyminiszter, Alekszandr Izvolszkij felvetette egy levélben, hogy a Monarchia annektálja a két provinciát (Boszniát és Hercegovinát) annak cserében, hogy a Monarchia támogatja a török tengerszorosok jobb megközelíthetőségét az orosz hadihajók számára. Egy újabb lehetőség kínálkozott ezután a morvaországi Buchlau kastélyában megtartott találkozó révén.

### Conrad von Hötzendorf stratégiai elképzelései
A diplomatákétól eltérő volt a hadvezetés elképzelése a balkáni rendezésről. Az 1908-as válság folyamán Franz Conrad von Hötzendorf vezérkari főnök többször felvetette, hogy amennyiben lehetőség adódik rá, akkor a Monarchia szerezze meg Szerbiát. Véleménye szerint Montenegrót is ki kellett iktatni, vagy legalábbis „be kellett korlátozni”. A délszlávoknak a Monarchia keretein belül kellett volna így egységet alkotniuk, hasonlóan alárendelt helyzetben, mint a Német Birodalomba betagozott Bajorországnak. Hötzendorf ezenfelül igyekezett volna megszerezni Albániát, Macedónia és Montenegró nyugati részét azzal a stratégiai céllal, hogy Szaloniki felé is nyitva legyen az út, és ennek a kikötővárosnak kellett volna a Monarchia égei-tengeri bástyájának lennie. A vezérkari főnök elgondolásának célja az összes nyugati és déli szláv nép Habsburg uralom alatti egyesítése volt, amit misszionáriusi felfogással a keresztény kultúra erősítésével vélt igazoltnak látni. Ezeket a terveket Alois Lexa von Aerenthal külügyminiszter visszautasította.

## A buchlaui alku

### Levélváltás
1908. július 2-án Alekszandr Izvolszkij levelet küldött Aerenthal osztrák-magyar külügyminiszternek, amiben felvetette, vitassák meg az 1878-as berlini szerződésben foglaltakat és úgy változtassanak rajta, hogy a két fél tegyen egymásnak kölcsönös engedményeket – a Monarchia támogassa Oroszországot a Boszporusz-menti érdekeinek elérésében, Oroszország pedig a Monarchiát Bosznia-Hercegovina és Novi Pazar annektálásában. Július 14-én Aerenthal válaszában óvatos beleegyezését adta a felvetett témák megvitatásához.
Az 1908-as év megfelelő időpont volt a két tartomány annektálására, mivel egyrészt az Oszmán Birodalom az ifjútörök forradalom miatt politikailag meggyengült, másrészt pedig a Bosznia-Hercegovinának tett belső reformokra vonatkozó ígéret vonzó alternatíva volt, annál is inkább, mert az Oszmán Birodalommal kötött 30 évre szóló igazgatási szerződés ebben az évben járt le. Ez a gyengeség kínált alkalmat a Balkán több államának is a cselekvésre: Kréta egyoldalúan bejelentette Görögországhoz való csatlakozását, a Konstantinápolynak adót fizető Bulgária teljesen szuverén államnak kiáltotta ki magát és fejedelme, Ferdinánd felvette a cári címet.
Szeptember 10-én, miután hosszas és összetett tárgyalásokat folytattak a birodalmi kormányzatban Izvolszkij ajánlatáról, Aerenthal megfogalmazott egy kismértékben eltérő ellenjavaslatot, miszerint az annexióhoz való barátságos orosz hozzáállásért cserébe Ausztria-Magyarország kivonja a csapatait Novi Pazarból. A levél ezután a külön ügyként kezelni kívánt tengerszoroskérdés baráti alapon való megvitatásának javaslatával folytatódott. Aerenthal azt vetette fel, hogy amennyiben Bosznia-Hercegovina ügyében egyezség születik, úgy amennyiben Oroszország a Fekete-tengeri Flottájának jogot akar szerezni a Földközi-tengerre vezető útvonal használatához és megvédéséhez a Boszporuszon át, akkor a kormányzata nem fog automatikusan a többi nagyhatalommal együtt dönteni az Oszmán Birodalom ellenvetéseinek támogatásában ilyen javaslat esetén – még akkor sem, ha egészen háborúig fajulna a kérdés.

### A buchlaui találkozó

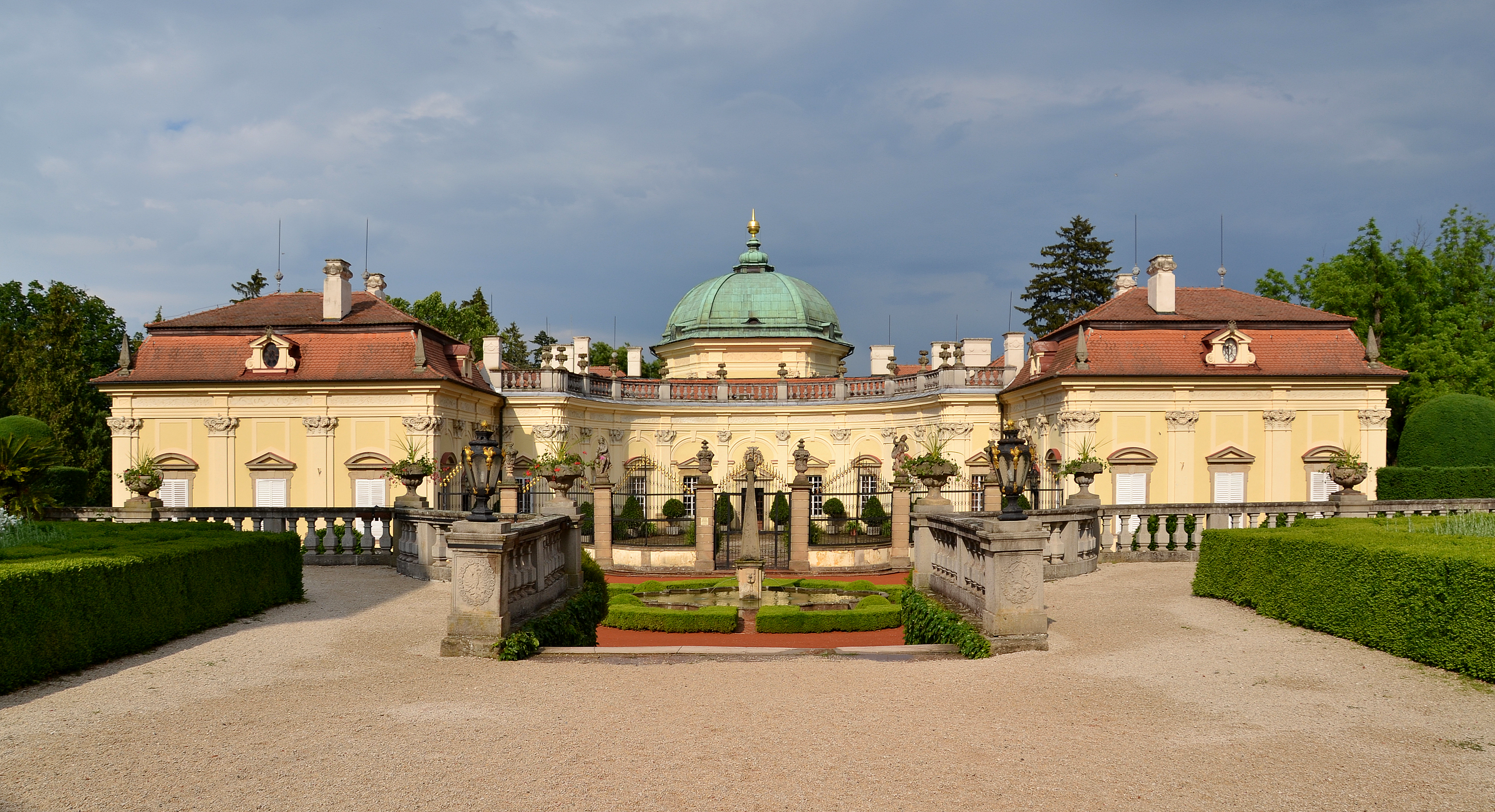
A buchlaui kastély

Szeptember 16-án Izvolszkij és Aerenthal négyszemközt találkoztak a morvaországi buchlaui kastélyban, Leopold Berchtold grófnak, a Monarchia szentpétervári nagykövetének rezidenciáján. Ezekről az összesen hat órát kitevő személyes találkozókról írásbeli feljegyzések nem készültek, bár Izvolszkij vállalta a találkozók eredményeinek feljegyzését és azok átküldését Aerenthalnak. Szeptember 21-én Aerenthal írásban kérte ennek a dokumentumnak az átküldését Izvolszkijtól, amire az orosz diplomata két nappal később azt válaszolta, hogy azt a cárnak küldték tovább jóváhagyásra. A dokumentumot, ha egyáltalán létezett, soha nem hozták nyilvánosságra.

### Aehrenthal verziója az egyezményről
Aerenthal beszámolója szerint Izvolszkij beleegyezett abba, hogy Oroszország „barátságos és jóindulatú hozzáállást” tanúsít, amennyiben Ausztria-Magyarország annektálná Bosznia-Hercegovinát. Mindketten úgy látták, hogy az annexió valószínű következményeként az 1878 óta de facto független Bulgária várhatóan ki fogja kiáltani a függetlenségét az Oszmán Birodalomtól. Ausztria-Magyarország nem fog felkínálni területi engedményeket Szerbiának vagy Montenegrónak, de amennyiben támogatják az annexiót, úgy a Monarchia nem fogja ellenezni a szerb terjeszkedést a Balkánon és támogatni fogja a berlini szerződés 29. cikkelyének oroszok által kért revízióját, ami korlátozta Montenegró függetlenségét. A felek egyetértettek abban, hogy „ezek a változtatások jóváhagyásra kerülhetnek a Porta és a nagyhatalmak részéről”, de „Bosznia-Hercegovináról nem fog több szó esni.” Az annexióra valószínűleg október elején kellett sor kerüljön. Aerenthal leírásának eredeti példánya nem fellelhető, ezért a történészek csak a dokumentum egy keltezés nélküli hivatalos másolatát tanulmányozhatják.

### Izvolszkij verziója az egyezményről
Szeptember 30-án a Monarchia az ekkor Párizsban tartózkodó Izvolszkijt arról informálta, hogy az annexióra október 7-én kerül sor. Október 4-én a Párizsba delegált brit követ, Francis Bertie kérésére Izvolszkij elkészített egy jelentést, amiben azt írta, hogy szerinte az annexió ügyét a berlini szerződés aláíróinak kell elrendezniük. Amennyiben a Monarchia kivonul Novi Pazarból, úgy Oroszország nem látna okot a háborúra, viszont Oroszország és más kormányzatok ragaszkodnának a szerződés számukra megfelelő módosításához, közte – Oroszország érdekeként – a török tengerszorosok megnyitásához, Bulgária függetlenségének és Szerbia területi igényeinek elismeréséhez valamint Montenegró szuverenitásának a 29. cikkely szerinti korlátozásának eltörléséhez. Bertie a brit külügyminiszterrel, Edward Greyjel azt közölte, hogy megérzése szerint Izvolszkij nem volt teljesen őszinte azt illetően, hogy a „diplomáciája” által milyen körülmények között jöttek létre ezek a megegyezések.[forrás?]

## Az annexió

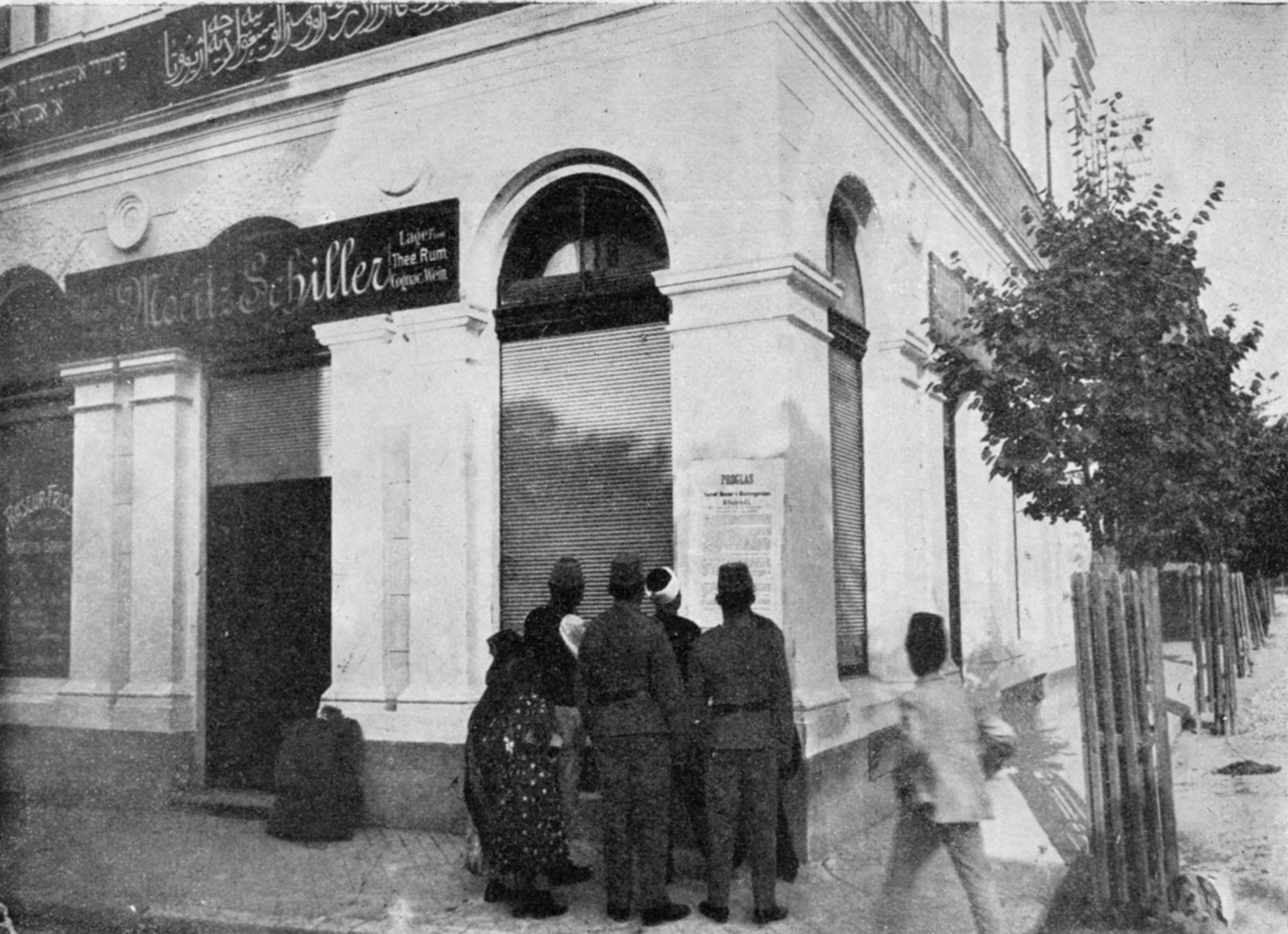
Szarajevói lakosok olvassák az annexióról szóló proklamációt (1908)

Bosznia-Hercegovina a Monarchia részeként

Ferenc József a saját neve napján, október 4-én aláírta a rendelkezést, amely így fogalmazott: „a szuverenitásomat kiterjesztem Boszniára és Hercegovinára és az uralkodói házamban érvényes öröklési rendet ezekre a tartományokra vonatkozólag is hatályba léptetem, valamint ezzel egyidejűleg biztosítom számukra az alkotmánynak megfelelő berendezkedést.”
Október 6-án, egy nappal azután, hogy Bulgária kikiáltotta a függetlenségét az Oszmán Birodalomtól, Ferenc József hivatalosan is bejelentette a 30 éve a Monarchia megszállása alatt lévő területek lakosai számára azon elhatározását, hogy elismeri és garantálja számukra az autonóm és alkotmányos kormányzatot az ő saját fennhatósága alatt, mint annektáló szuverén hatalom. A Monarchia másnap bejelentette a csapatai kivonását a Novi Pazar-i szandzsákból. Bulgária függetlenedését és Bosznia-Hercegovina annexióját nem tartalmazta a berlini szerződés, ezért számos diplomáciai tiltakozást váltottak ki ezek az események.

## Tiltakozások és kompenzációk

### Az Oszmán Birodalom reakciója
Az Oszmán Birodalom jóval erősebben tiltakozott Bulgária függetlenségének kikiáltása miatt, mint Bosznia-Hercegovina annexiója miatt, melynek igazgatására nem voltak már gyakorlati kilátásai. Az Oszmán Birodalomban osztrák-magyar termékek és üzletek bojkottjára került sor, ami több mint 100 millió korona veszteséget okozott a Monarchiának. A tárgyalások során Ausztria-Magyarország kilátásba helyezte, hogy az Oszmán Birodalmat sújtó és a 16. század óta meglévő kereskedelmi egyezményeket hatályon kívül helyezi. Február 26-án a Monarchia rendezte az ügyet szerződéses úton, ebben vállalta 2,2 millió oszmán líra (50 millió korona) kifizetését az Oszmán Birodalomnak Bosznia-Hercegovina közföldjeinek árát megfizetve ezzel, és a Novi Pazar-i szandzsákból kivonja a csapatait. Az Oszmán Birodalom ezután elismerte Bosznia-Hercegovina annexióját. Bulgária függetlenségét ellenben már nem lehetett visszavonatni.
A területveszteségeknek jelentős belpolitikai következményei lettek az Oszmán Birodalomban. Az ifjútörök kormányzat a rövid, hatalmon töltött ideje alatt így több területet veszített, mint II. Abdul-Hamid szultán az egyeduralmának évtizedei alatt összesen, és ezáltal a legitimációvesztése olyan nagy volt, hogy a konzervatív erők az 1909. március 31-ei lázadással (gregorián naptár szerint: április 13.) megpróbálták a második oszmán alkotmány korszakát lezárni, de a felkelésüket véresen leverték.

### Szerbia reakciója
Az annexió nem csak az Oszmán Birodalom ellen irányult, hanem a délszlávokat egy országban egyesíteni akaró Szerbia ellen is. Az annexió hírére Szerbia mobilizálta hadseregét és a szerb koronatanács követelte, hogy az annexiót vonják vissza, vagy amennyiben erre nem kerül sor, úgy Szerbia részesüljön kártérítésben, amit október 25-én a Novi Pazar-i szandzsák legészakibb részén áthaladó földsávban jelöltek meg. Ezt a követelést végül visszautasították, de a Balkán-háborúk után Szerbia a Szandzsák egész területe felett megszerezte az ellenőrzést.

### Franciaország, Nagy-Britannia, Oroszország és Olaszország reakciója

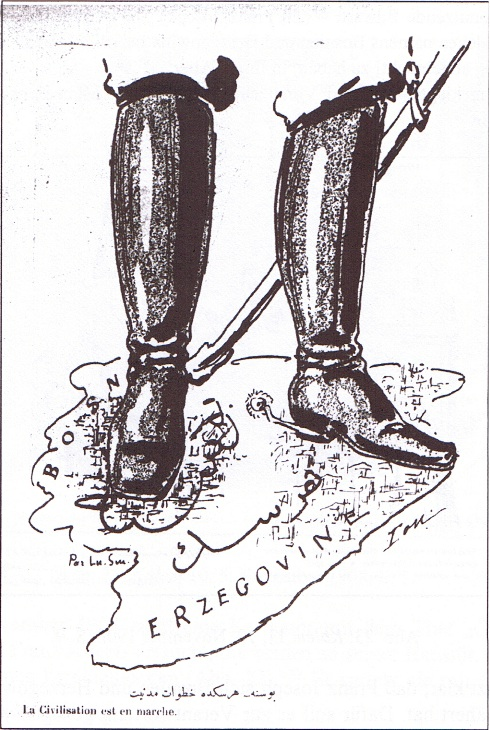
Török karikatúra Bosznia és Hercegovina annexiójáról „A civilizáció előretörése Boszniában és Hercegovinában” ironikusnak szánt címmel

Az annexió és Bulgária függetlenségének kikiáltása a berlini szerződésben foglaltak megsértésének minősült. Franciaország, Nagy-Britannia, Oroszország és Olaszország ezért egy konferencia összehívását szorgalmazta ezeknek az ügyeknek a megvitatására. A német ellenkezés és a megtartásának helye, jellege és előfeltételei miatti bonyolult diplomáciai manőverezés késleltette, végül meghiúsította a konferencia megtartását. Ehelyett a nagyhatalmak abban egyeztek meg, hogy kiegészítésekkel látják el a szerződést a fővárosok közötti konzultációk alapján.
Olaszország kompenzációkat várt az Ausztria-Magyarország uralta „olasz irredenta” területeiből Bosznia-Hercegovina annexiójának elismeréséért az 1882-es hármas szövetség pontjaiban foglaltaknak megfelelően. Ez azonban nem történt meg, és ez lett az egyik oka annak, hogy Olaszország 1915-ben a Monarchiával kötött szövetséggel szakítva az antant oldalán lépett hadba. Ennek a szerződésnek a kölcsönös kompenzációról szóló záradéka az 1907-es és 1912. december 5-ei változata alapján a következőképpen hangzott:
„Azonban ha az események úgy hozzák, hogy a status quo fenntartása a Balkánon avagy az oszmán tengerpartokon és szigeteken az Adriai-tengeren és az Égei-tengeren lehetetlenné válik, és amennyiben egy harmadik fél fellépésének következményeképpen vagy egyéb okok miatt Ausztria-Magyarország vagy Olaszország szükségesnek érezné annak módosítását ideiglenes vagy tartós okkupációval a részükről, erre az okkupációra csak a két hatalom közötti előzetes megegyezés után kerülhet sor, mely a kölcsönös kompenzáció elvén kezel minden előnyszerzést, legyen az területi vagy egyéb jellegű, amire bármelyikük a jelenlegi status quón túl szerez meg, és a két hatalom érdekeit és megalapozott igényeit kielégíti.”

## Oroszország és Szerbia meghátrálása

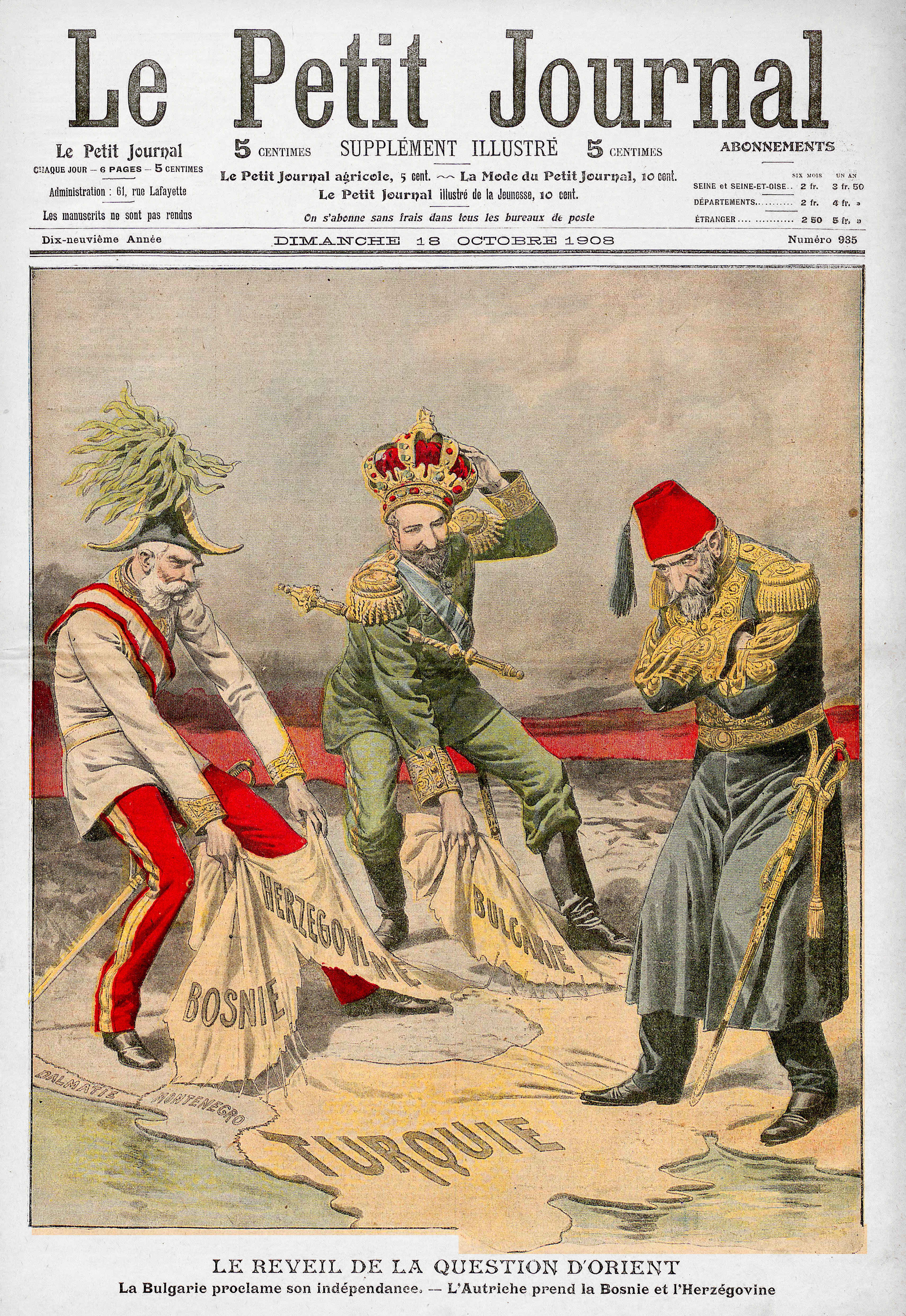
A francia Le Petit Journal címlapja a válság témájával: Ferdinánd fejedelem kikiáltja országa függetlenségét és helyreállítja a Bolgár Cárságot, Ferenc József pedig annektálja Boszniát és Hercegovinát a szomorú Abdul-Hamid szultán szeme láttára

A berlini szerződés tengerszorosokat érintő kiegészítésével szembeni brit ellenállás miatt Oroszország nem tudott elérni semmit, ezért Izvolszkij és a cár az annexiót és Aerenthal manővereit rosszhiszemben fogantnak tekintették. Ismerve Aerenthal állítólagos zsidó származásáról szóló híreszteléseket Izvolszkij dührohamot kapva megjegyezte, hogy „A piszkos zsidó rászedett engem. Hazudott nekem, félrevezetett engem, az a rémes zsidó.”
Izvolszkij sarokba szorításához Ausztria-Magyarország azzal fenyegette meg, hogy nyilvánosságra hozza azokat a dokumentumokat, amelyekben az elmúlt 30 év során Oroszország hozzájárulásáról biztosította a Monarchiát afelől, hogy Bosznia-Hercegovina és a Novi Pazar-i szandzsák kérdésében szabad kezet kaphat. Ezek a dokumentumok Oroszország számára kényelmetlenek voltak, különösképpen a Szerbiával való viszonyára, és Bécs meg is kezdte a kiszivárogtatásukat. Miklós cár Ferenc Józsefnek írt levelében annak szemére vetette, hogy a bizalmat elárulta és a két hatalom közötti jó viszony ezáltal tartós károsodást szenvedett.
Németország tanácsára Ausztria-Magyarország nem hozta nyilvánosságra Izvolszkij Aerenthalnak július 2-án és szeptember 23-án küldött leveleit, amelyek állandó fenyegetést jelentettek Izvolszkij pozíciójára nézve, amennyiben Oroszország nem fogadná el egyértelműen és nyilvánosan a berlini szerződés 25. cikkelyének kiegészítését az annexióhoz való hozzájárulást illetően. Március 22-én Németország felszólította Oroszországot, hogy adjon egyértelmű és határozott „igen” vagy „nem” választ arra a kérdésre, hogy hajlandó-e elfogadni ezt a kiegészítést. A pozitív válasz elmaradása esetén Németország visszalépett volna a diplomáciai tárgyalásoktól, hogy „hagyja a dolgokat a maguk medrében folyni.” Ilyen nyomás alatt Izvolszkij engedni kényszerült, és a kabinetnek azt tanácsolta, hogy fogadja el a 25. cikkely kiegészítését, mivel attól tartott, Ausztria-Magyarország máskülönben szabadon felléphet Szerbia ellen. A kabinet így hozzájárult a módosítás elfogadásához. Március 23-án a cár elfogadta a döntést és tudatta ezt az oroszországi német nagykövettel, Friedrich von Pourtalèsszel. Nagy-Britannia azonban még nem állt készen arra, hogy beleegyezzen és azt nyilatkozta, hogy csak akkor tesz így, ha „a szerb kérdést békés módon elrendezték.” Franciaország követte Nagy-Britannia példáját.
Március 26-án Ausztria-Magyarország ismertette Nagy-Britanniával Szerbia márciusi nyilatkozatát, melyben hajlandóságot tanúsított az annexió elismerésére. A szöveg így hangzott:
„Szerbia elismeri, hogy a jogai nem sérültek a Bosznia-Hercegovinában előállt helyzet miatt és ennélfogva alkalmazkodni fog az ilyen döntéshez amint a nagyhatalmak a berlini szerződés 25. cikkelyét tekintetbe veszik. A nagyhatalmak tanácsának alávetve magát Szerbia már most felhagy azzal a tiltakozással és ellenállással, amit az annexióval szemben tavaly ősz óta tanúsított és a jelenlegi Ausztria-Magyarországgal szembeni politikájában további változásokat foganatosít, hogy ezután utóbbival jószomszédsági alapon élhessen együtt. Ezekkel a nyilatkozatokkal összhangban és bízva Ausztria-Magyarország békés szándékaiban, Szerbia lecsökkenti a hadereje létszámát az 1908 tavaszi szintre a szervezeti felépítésének, elosztásának és hatékonyságának megfelelően. Lefegyverzi és elbocsátja az önkénteseit és bandáit [sic!] és elejét veszi új irreguláris és területvédelmi alakulatok felállításának.”
Másnap Ausztria-Magyarország szilárd megerősítést kért Nagy-Britanniától afelől, hogy amint a tárgyalások véget értek Szerbiával, Nagy-Britannia el fogja fogadni a 25. cikkely kiegészítését. Ausztria-Magyarország úgy nyilatkozott, hogy enélkül a megerősítés nélkül meg fogja szakítani a tárgyalásokat Szerbiával. Később a nap folyamán Ausztria-Magyarország úgy döntött, hogy a fegyveres erői részleges mozgósítását rendeli el. Március 28-án London eleget tett Bécs kérésének. Március 31-én Szerbia formális nyilatkozatot tett, amelyben elismerte az annexiót és ezzel teljes visszavonulót fújt. Ezzel a válság véget ért. A nagyhatalmak április 7. és április 19. között fővárosaikban aláírták a berlini szerződés kiegészítéseit.
Egy évvel később Izvolszkijt a diplomáciai veresége miatt leváltották és párizsi követnek tették meg. Az orosz diplomata és újságíró, de Schelking Izvolszkij politikai bukásáról a következőket írta: „Petrográd szalonjaiban a „Boszporusz hercege” gúnynévvel illették. Önhittségében Izvolszkij nem vette észre, hogy gúnyolják.”
Bár egy európai háborút el lehetett ekkor kerülni, az annexiós válság fontos lépésnek tekinthető az első világháború felé vezető úton. A Balkán-félszigetért vívandó nagy háború körvonalazódott ki már ekkor.  Az 1912-ben kirobbant első Balkán-háborút még az Oszmán Birodalom ellen vívták és a nagyhatalmak nem avatkoztak közbe. Az Európában megkötött békéből „előháború” lett. Ezenkívül megmutatkozott, hogy Ausztria-Magyarország a legtöbb kapcsolatában mennyire rá van utalva a Német Birodalomra.
Háborúra végül azért nem került sor, mert a kettős szövetség és a nemrég Japántól jelentős vereséget szenvedett Oroszország katonai ereje nem állt arányban egymással. Az 1894 óta Oroszországgal szövetségben lévő Franciaország a konfliktusba nem avatkozott volna be, mert nem Oroszország lett volna a megtámadott fél. A Német Birodalom ellenben feltétel nélkül kiállt a szövetségi partnere mellett, és visszakozásra kényszerítette ezzel Oroszországot. Bernhard von Bülow birodalmi kancellár 1909. március 29-ei Reichstagban mondott beszédében első ízben említette a Nibelung-hűséget (Nibelungentreue) a német-osztrák kapcsolatok vonatkozásában.

## Bosznia-Hercegovina betagozása a Monarchiába

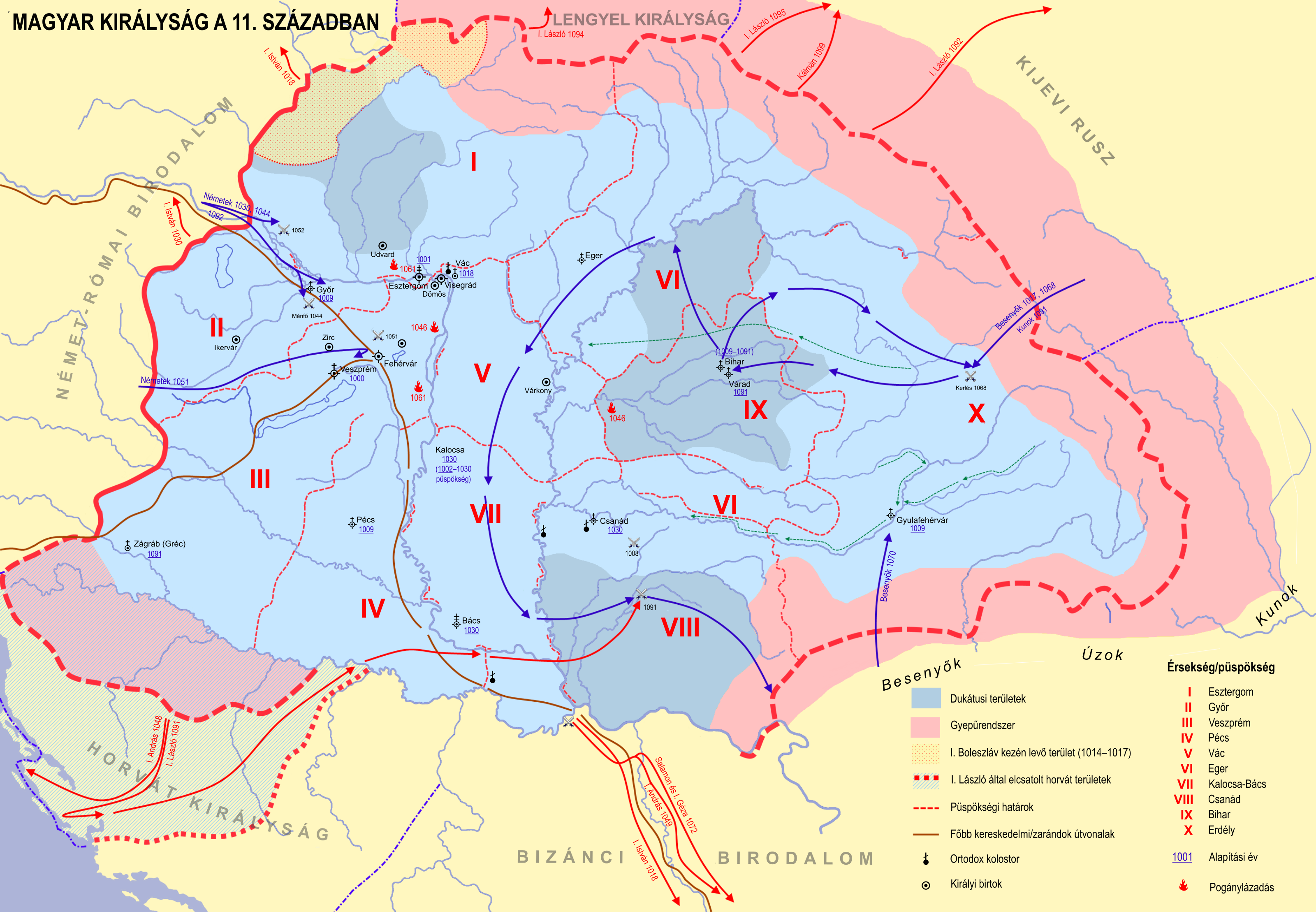
11. századi Magyarország térképe, melyen Bosznia nagy része Horvátországhoz tartozóként van jelölve

Az annexió Ausztria-Magyarország számára több hátránnyal járt, mint előnnyel, és ez a bécsi Reichsratban (birodalmi tanácsban) nagy felháborodáshoz vezetett. Eleinte nem volt egyértelmű, hogy a Lajtán inneni, avagy a Lajtán túli területek kapnak-e szuverenitást Bosznia-Hercegovina felett, mivel az annexió révén a törékeny belső állami erőegyensúly vált veszélyeztetetté. A magyar kormányzat az alapján formált igényt az új tartományok feletti ellenőrzés gyakorlására, hogy a középkorban Bosznia egy ideig már a Magyar Szent Korona Országai közé tartozott, de a horvát nacionalisták is igényt tartottak rá. A horvátok azt követelték, hogy a Horvát-Szlavón Királyság kapja meg a területet, amihez a magyar uralom alatt lévő Dalmáciát is hozzácsatolva a Monarchia harmadik részállamává tegyenek meg. Így az 1867-es osztrák-magyar kiegyezéssel létrejött dualista államkonstrukció trializmussá vált volna. Végül az a megállapodás született, hogy Bosznia-Hercegovinát a két államrész közösen fogja igazgatni, így jogi értelemben bizonyos mértékig közvetlenül a birodalom alá tartozónak kellett lennie.
Az annexióval Ausztria-Magyarország ezenfelül magára vette azt a terhet, hogy a területet minden külső és belső támadástól megvédi. 1908-ban egyik eset sem számított valószínűtlennek a szerb és orosz érdekek, illetve a helyi szerb kisebbség magatartása miatt. A Monarchia az igényét a területre olyan jogalappal fogalmazta meg, amit Európában eleinte senki nem fogadott el – szemben a birodalom annexió előtti jogállásával, mivel az okkupációt általánosan elfogadták Európában. A Habsburg Birodalom így azt veszélyeztette, hogy egy Bosznia és Hercegovina elleni támadás alkalmával nem számíthatna a szövetségesei támogatására.
Belpolitikailag és gazdaságilag Ausztria-Magyarország meggyengült az annexió miatt, mivel két rendkívül szegény tartományt szerzett meg, melyekből gazdaságilag kevés hasznot lehetett húzni. A gazdasági bojkott és a hadseregek mozgósítása ellenben jelentős gazdasági teherrel jártak.
Az annexiós válság következtében keletkezett háborús fenyegetettség miatt a nacionalisták – és nem csak a délszlávok – elérkezettnek látták az esélyt az elképzeléseik megvalósítására, míg a Birodalom németajkú lakossága Ausztria-Magyarország további elszlávosodása miatt panaszkodott. Bécsben, Prágában, Laibachban és más városokban ezek miatt a nemzeti fellángolások miatt számos rendbontásra került sor, főként az egyetemeken. Prágából ezek a zavargások számos cseh és morva városra terjedtek át, ahol csehek és németek intéztek egymás ellen erőszakos támadásokat. Prágában ez oda vezetett, hogy rendkívüli állapotot kellett kihirdetni. Az annexió ezáltal nagy belső nyugtalanságot eredményezett és a Monarchia népeinek nacionalizmusa tovább erősödött.

## Fordítás
- Ez a szócikk részben vagy egészben  a   Bosnian Crisis című angol Wikipédia-szócikk ezen változatának fordításán alapul.  Az eredeti cikk szerkesztőit annak laptörténete sorolja fel. Ez a jelzés csupán a megfogalmazás eredetét és a szerzői jogokat jelzi, nem szolgál a cikkben szereplő információk forrásmegjelöléseként.
- Ez a szócikk részben vagy egészben  a   Bosnische Annexionskrise című német Wikipédia-szócikk ezen változatának fordításán alapul.  Az eredeti cikk szerkesztőit annak laptörténete sorolja fel. Ez a jelzés csupán a megfogalmazás eredetét és a szerzői jogokat jelzi, nem szolgál a cikkben szereplő információk forrásmegjelöléseként.

### Elsődleges forrás
- (1909) „Protocol between Austria-Hungary and Turkey”. The American Journal of International Law 3, 286–89. o. DOI:10.2307/2212637. JSTOR 2212637.

### Másodlagos forrás
- Albertini, Luigi. The Origins of the War of 1914, volume I. New York: Enigma Books (2005)
- Handbook for the Diplomatic History of Europe, Asia, and Africa 1870–1914. Washington, DC: Government Printing Office (1918)
- Bataković, Dušan T.. The Serbs of Bosnia & Herzegovina: History and Politics. Dialogue Association (1996. március 25.). ISBN 9782911527104
- Carroll, E. Malcolm. (1938) Germany and the great powers, 1866–1914: A study in public opinion and foreign policy online; pp 643–99; written for advanced students.
- Davidson, Rondel Van. "French diplomacy and the Balkans-1900–1914" (MA thesis, Texas Tech University, 1968); online[halott link]; bibliography pp 95–104.
- Fay, Sidney B. The Origins of the World War (2 vols. 2nd ed. 1930). online pp 353–547
- Goldberg, Harvey. The Life of Jean Jaurès. Milwaukee: University of Milwaukee Press (1968)
- Gooch, G. P. Before The War Vol I  (1939) pp 368–438 on Aehrenthal online free
- The Origins of the First World War. London: Pearson/Longman (2007)
- MacMillan, Margaret (2013). The War That Ended Peace: The Road to 1914 pp 404–38.
- Sabrosky, Alan Ned. "From Bosnia to Sarajevo: a comparative discussion of interstate crises." Journal of Conflict Resolution 19.1 (1975): 3-24.
- Schevill, Ferdinand. The history of the Balkan Peninsula; from the earliest times to the present day (1922) online pp  455–462.
- Schmitt, Bernadotte Everly. The annexation of Bosnia, 1908–1909 (Cambridge UP, 1937). online
- Recollections of a Russian Diplomat: The Suicide of Monarchies. New York: Macmillan (1918)
- Zametica, John. Folly and Malice: The Habsburg Empire, the Balkans and the Start of World War One (2017) excerpt

## Linkek
- The Annexation of Bosnia and Herzegovina by Austria-Hungary
- Marc Stefan Peters: Bosnian Crisis, in: 1914-1918-online. International Encyclopedia of the First World War.